# Osława
Die Osława (dt. Oslawa, ukr. Ослава, tsch. Oslava) ist ein Gebirgsfluss im Südosten Polens in den Ostkarpaten.
Sie entspringt am Berg Matragona (990 m) im Bieszczady-Gebirge, fließt in nördlicher Richtung und mündet bei Zasław, nördlich von Zagórz, in den San.

## Geschichte und Name

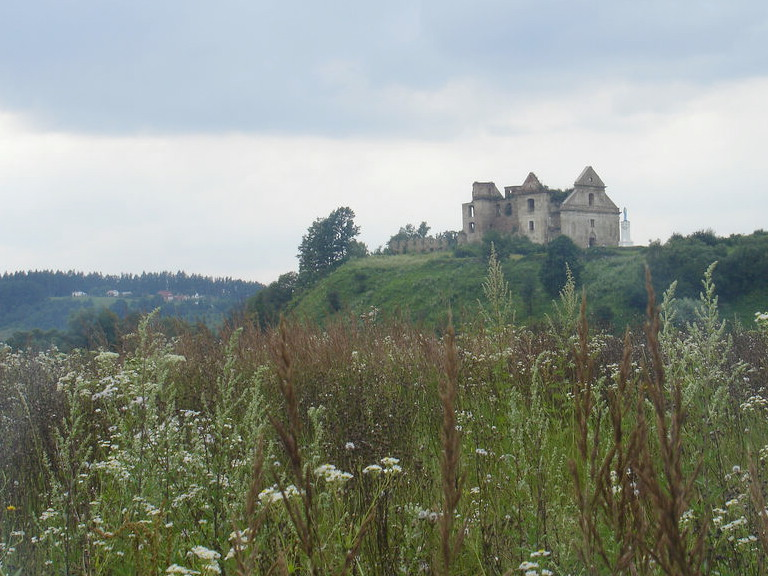
Mariemont-Berg am Oslawa, Karmeliten-Kloster-Festung des 17. Jh., 2005

Schon im Hochmittelalter verlief entlang der Osława eine wichtige Handelsroute. Im 14. Jahrhundert wurden erste Dämme gebaut, um das angrenzende Ackerland zu schützen.
Die Osława wurde erstmals im 14. Jahrhundert unter diesem Namen erwähnt, der auf das altslavische Wort osla (Stein) zurückgeht.
Vor dem Zweiten Weltkrieg wurde der Fluss zur Grenzlinie, als das wilde Grenzgebiet zwischen Polen und Lemken festgelegt wurde.

## Zuflüsse
Osławica, Kalniczka, Czarny-Bach, Głęboki-Bach, Włoszaczycza, Duszatyński-Bach, Rzepedź, Czaszyński-Bach, Bannicza, Koniów, Ustmikowa.

## Größere Orte
- Zagórz
- Tarnawa Dolna
- Smolnik
- Duszatyn